# Johann Georg Reinhardt
Johann Georg Reinhardt (* 1676 oder 1677 in Ochsenfurt; begraben 5. November 1742 in Wien) war ein deutsch-österreichischer Komponist und Organist.

## Leben
Johann Georg Reinhardt wurde von seinem Onkel Kilian Reinhardt (1653–1729) erzogen. Durch Vermittlung seines Onkels, der in verantwortlicher Position für die organisatorischen Belange der Wiener Hofmusikkapelle tätig war, wurde Reinhardt 1701 Assistent des Organisten in der Hofkapelle. 1728 wurde er in Nachfolge von Georg Reutter dem Älteren erster Organist. Reinhardt wurde von Johann Joseph Fux sehr geschätzt und finanziell gefördert. Von 1727 bis zu seinem Tod 1742 hatte Reutter die Stelle des Kapellmeisters am Wiener Stephansdom inne. Ab 1730 war Reinhardt möglicherweise Chorregent am Wiener Schottenstift. Zusätzlich erhielt er 1734 die Stelle als Hofcompositeur für Serenaten und Ballette, die mit seiner Pensionierung 1740 endete. Reinhardt zählte neben Fux und Antonio Caldara zu den fruchtbarsten Komponisten von Kirchenmusik in Wien, ein Teil seiner Werke wurde in Dresden oder am Hof von Meiningen aufgeführt, aber auch noch lange nach seinem Tod in österreichischen Klöstern.

## Werke (Auswahl)

### Kirchenmusik
- 22 Messen
- 12 Vespern
- 8 Magnificat
- 7 Regina Coeli
- 7 Salve Regina
- 7 Miserere
- 3 Hymnen
- Mehrere Te Deum, Litaneien, Offertorien und Motetten

### Bühnenwerke
- La più bella (Wien, 1715)
- L'eroe immortale (Wien, 1717)
- Il Giudizio di Enone (Wien, 1721)

### Vokal
- 9 Deutsche Arien
- 6 deutsche Lieder mit Begleitung des Orphica piccolo

### Instrumental
- Sinfonia in G
- Sonata Pastorella für 4 Violinen und Bass